# Marc Scheepmaker
Marc Scheepmaker is een Nederlandse stand-upcomedian.
In 1994 sloot Scheepmaker zich aan bij Comedytrain. In het jaar 1995 won hij het Leids Cabaret Festival. Hij schreef één avondvullend cabaretprogramma: Struisvogel onthoofd uit 1996. Omdat cabaret steeds sneller werd, en Scheepmaker dit naar eigen zeggen door zijn stotterhandicap niet kon bijbenen, liet hij het bij dit ene programma. Nog af en toe is hij in het stand-upcircuit te zien.
Daarnaast schreef Scheepmaker mee aan het televisieprogramma Draadstaal.